# زرگتان
زرگتان، روستایی در دهستان ملکاری شرقی بخش زاب شهرستان میرآباد در استان آذربایجان غربی ایران است.

## جمعیت
بر پایه سرشماری عمومی نفوس و مسکن در سال ۱۳۹۵، جمعیت این روستا برابر با ۲۹ نفر (۷ خانوار) بوده‌است.